# 高橋篤志
高橋 篤志（たかはし あつし）は日本の天文学者。また、北海道彗星・小惑星会議のメンバー。渡辺和郎とともに1989年から1991年にかけて4644 雄武など22個の小惑星を発見した。渡辺の提案から、小惑星4842 篤志は彼の名前にちなんでつけられた。
高橋と渡辺は1990年11月13日、北海道北見天文台で5314 おおぞらを発見した。この小惑星は北海道初の特急おおぞらにちなんで名づけられた。